# 香蕉牛排
《香蕉牛排》（日语： banana sute-ki），是2014年2月7日至2015年3月7日在神奈川電視台播出的綜藝節目，由香蕉人冠名，節目包括兩人的談話、旅行拍攝，及與後輩藝人的交流等。
2012年6月5日《香蕉炎》播映結束，及接檔的《香蕉炎炎》也在2013年3月26日結束，本節目是作為香蕉炎炎的實質繼續節目播出的。